# Liste der Monuments historiques in Chivres
Die Liste der Monuments historiques in Chivres führt die Monuments historiques in der französischen Gemeinde Chivres auf.

## Liste der Objekte
| Bezeichnung                                            | Beschreibung                                                             | Standort                      | Kennzeichnung | Schutzstatus | Datum | Bild |
| ------------------------------------------------------ | ------------------------------------------------------------------------ | ----------------------------- | ------------- | ------------ | ----- | ---- |
| Altartisch des Hauptaltars                             | Marmor, erste Hälfte des 18. Jahrhunderts                                | in der Kirche St-Léger (Lage) | PM21005137    | Inscrit      | 2017  |      |
| Retabel des Hauptaltars                                | Holz, farbig gefasst und vergoldet, 17. Jahrhundert                      | in der Kirche St-Léger (Lage) | PM21005138    | Inscrit      | 2017  |      |
| Gemälde Kreuzigungsgruppe mit Maria Magdalena          | Altarbild des Hauptaltars; Ölfarbe auf Leinwand, 17. Jahrhundert         | in der Kirche St-Léger (Lage) | PM21005139    | Inscrit      | 2017  |      |
| Zwei Seitenaltäre                                      | jeweils der Retabel; Holz, farbig gefasst und vergoldet, 17. Jahrhundert | in der Kirche St-Léger (Lage) | PM21005140    | Inscrit      | 2017  |      |
| Zwei Gemälde: Madonna mit Kind und Johannes Evangelist | Altarbilder der Seitenaltäre; Ölfarbe auf Leinwand, 17. Jahrhundert      | in der Kirche St-Léger (Lage) | PM21005141    | Inscrit      | 2017  |      |
| Zwei Konsoltische                                      | Eichenholz, Marmor, erste Hälfte des 18. Jahrhunderts                    | in der Kirche St-Léger (Lage) | PM21005142    | Inscrit      | 2017  |      |
| Kanzel                                                 | Eichenholz, 17. Jahrhundert                                              | in der Kirche St-Léger (Lage) | PM21005143    | Inscrit      | 2017  |      |
| Kirchenstuhl                                           | Eichenholz, 18. Jahrhundert                                              | in der Kirche St-Léger (Lage) | PM21005144    | Inscrit      | 2017  |      |
| Sakristeischrank                                       | Eichenholz, zweite Hälfte des 18. Jahrhunderts                           | in der Kirche St-Léger (Lage) | PM21005145    | Inscrit      | 2017  |      |
| Skulptur Heiliger Leodegar                             | Nussbaumholz (?), farbig gefasst, 16. Jahrhundert                        | in der Kirche St-Léger (Lage) | PM21005146    | Inscrit      | 2017  |      |
| Altarkreuz und vier Altarleuchter                      | Bronze, versilbert, zweite Hälfte des 18. Jahrhunderts                   | in der Kirche St-Léger (Lage) | PM21005147    | Inscrit      | 2017  |      |
| Zwei Kronleuchter                                      | Messing, Email, zweite Hälfte des 19. Jahrhunderts                       | in der Kirche St-Léger (Lage) | PM21005148    | Inscrit      | 2017  |      |
| Banner der Société agricole                            | Seide, bestickt, Holz, Messing, bezeichnet 1907                          | in der Mairie (Lage)          | PM21005149    | Inscrit      | 2017  |      |
| Banner der Société de secours mutuels                  | Seide, bestickt, Holz, Messing, bezeichnet 1905                          | in der Mairie (Lage)          | PM21005150    | Inscrit      | 2017  |      |